# Под
 Тази статия е за долната част на стая.  За селото в Гърция вижте Под (дем Воден).  За каталога с уебсайтове вижте Проект „Отворена директория“.
Под е равната повърхност на вътрешна стая, по която се стъпва и ходи. Подът може да е от пръст, например в пещери, а може и да е многослоен, използващ последната дума на техниката и модата. Днешните подове са обикновено циментни, като върху тях се слага някакво подово покритие. Най-често използваните подови настилки са паркет, мокет, балатум или плочки. Някои подове, обикновено в стари сгради, може да се състоят от мраморни мозайки или други декоративни елементи.